# Discozythia sydowiana
Discozythia sydowiana är en svampart som beskrevs av Petr. 1922. Discozythia sydowiana ingår i släktet Discozythia, divisionen sporsäcksvampar och riket svampar.   Inga underarter finns listade i Catalogue of Life.